# Renata Tebaldi
Pour les articles homonymes, voir Tebaldi.
Renata Tebaldi est une soprano italienne, née le 1er février 1922 à Pesaro et morte le 19 décembre 2004 à Saint-Marin.
Remarquée en 1946 par Arturo Toscanini, elle se produit sous la direction des plus grands chefs d’orchestre de son temps : Victor de Sabata, Francesco Molinari-Pradelli, Georg Solti, Herbert von Karajan, Carlo Maria Giulini et Karl Böhm. Sa carrière dure une trentaine d’années.
Renommée pour la beauté de son timbre de lirico spinto, elle est considérée un temps comme la rivale de Maria Callas.

## Biographie

### Famille et enfance

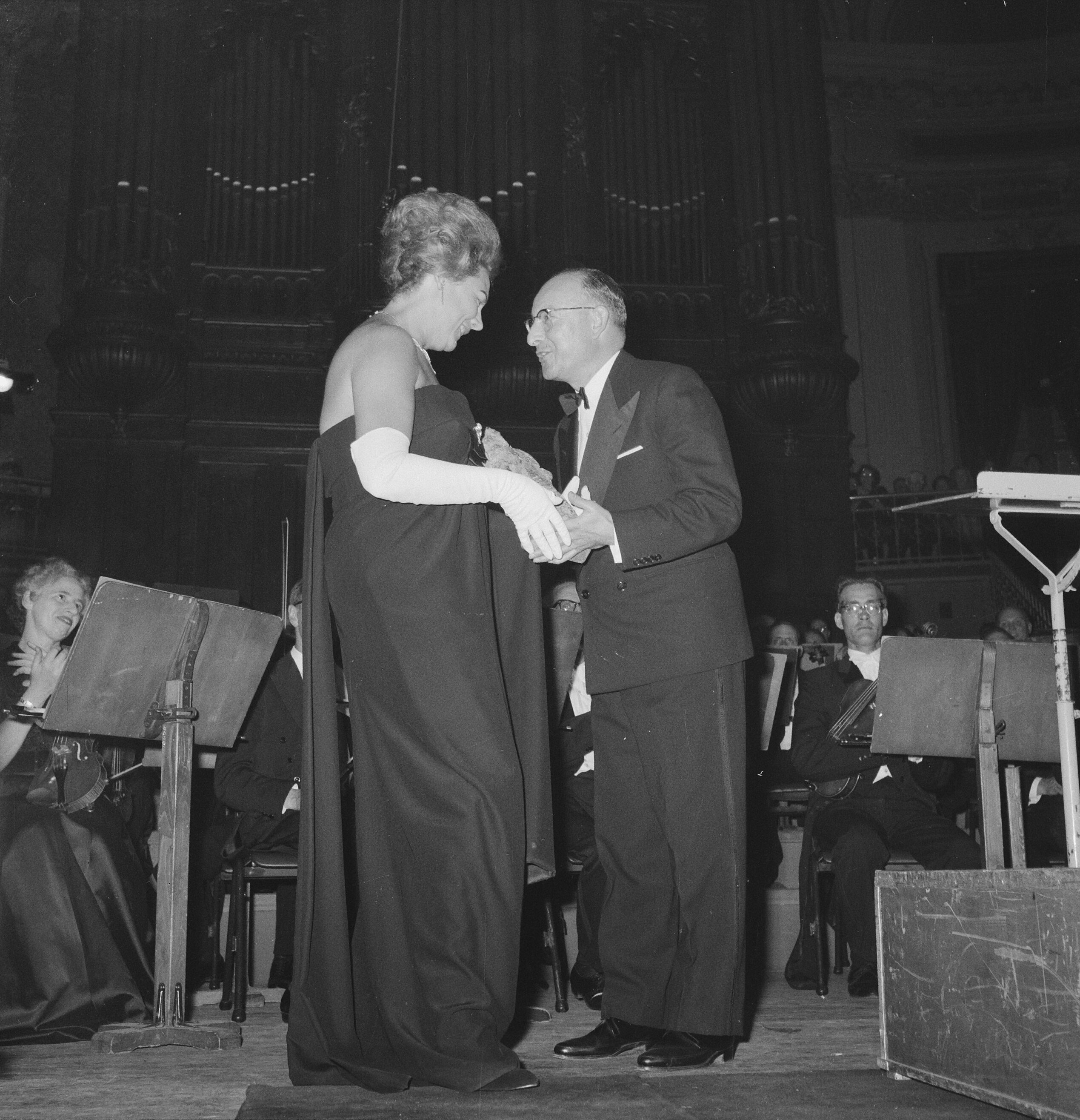
Renata Tebaldi recevant un Edison, le 28 septembre 1962, au Grand Gala du disque, organisé au Kurhaus de Schéveningue, aux Pays-Bas.

Renata Tebaldi est la fille d'un père violoncelliste et d'une mère infirmière. À l'âge de trois ans, elle commence à étudier le piano à l'école de musique Arrigo-Boito de Parme avec Giuseppina Passani, puis travaille le chant à partir de 1937 avec Ettore Campogalliani au conservatoire de Mantoue. Elle se perfectionne ensuite à celui de Milan auprès de la soprano Carmen Melis de 1940 à 1943.

### Débuts
En 1944, elle fait sa première apparition sur scène au théâtre municipal de Rovigo dans le rôle d'Elena du Mefistofele d'Arrigo Boito. Ensuite, elle se produit à Parme puis à Trieste dans Otello de Giuseppe Verdi. En 1946, alors qu'elle incarne Elsa dans Lohengrin de Richard Wagner, à l'opéra de Bologne, elle est remarquée par le grand chef d’orchestre Arturo Toscanini et est engagée pour chanter lors de la réouverture de la Scala de Milan, le 11 mai 1946, Mosè in Egitto de Gioachino Rossini et le Te Deum de Verdi. 

### Carrière
Elle se produit dans ce théâtre de 1949 à 1954 puis de 1958 à 1960 et devient rapidement l'une des premières sopranos mondialement connues. En avril 1950, elle tombe malade lors des représentations de Aida et est remplacée au pied levé par Maria Callas. C'est le début d'une polémique, attisée par la presse, entre les amateurs du timbre pur et classique de « la Tebaldi » et ceux de la voix particulière et expressive de « la Callas ».
Tebaldi chante en 1949 à Lisbonne (Don Giovanni de Mozart), en 1950 au Covent Garden de Londres (Otello) et à l'Opéra de San Francisco (Aida de Verdi). En 1951, elle se produit à l'Opéra de Paris et à l'église de la Madeleine (Giovanna d'Arco de Verdi) puis au Metropolitan Opera de New York le 31 janvier 1955 (Otello), où elle se produira régulièrement jusqu'en 1973. À partir de 1956, elle chante également à l'opéra de Chicago. Elle est de retour à Paris en 1959 (Aïda) puis en 1960 (Tosca de Puccini).

### Déclin
À partir de 1963, une crise vocale la force à repenser sa technique vocale et son répertoire. Lorsqu'elle retourne à la scène en 1964, sa voix est plus dramatique que par le passé, elle a élargi son grave alors que l'aigu s'est durci. Cela ne l'empêchera pas d’enchaîner les triomphes avec La Gioconda d'Amilcare Ponchielli et La fanciulla del West de Puccini. Sa dernière prestation sur une scène d'opéra a lieu en janvier 1973 avec la Desdémone d'Otello, rôle avec lequel elle avait fait ses débuts new-yorkais, dix-sept ans plus tôt.
En 1975, elle donne deux récitals à l'Espace Cardin à Paris puis, l'année suivante, son dernier concert à la Scala au bénéfice des victimes du tremblement de terre du Frioul avant de se retirer définitivement de la scène afin de préserver sa santé.

### Fin de vie
Elle écrit ses mémoires, en collaboration avec la journaliste italienne Carla-Maria Casanova, qui paraissent en 1986 sous le titre de Renata Tebaldi, la voix d'ange (« La voce d'angelo »).
Renata Tebaldi meurt à 82 ans à Saint-Marin.

### Postérité
- En février 2010 est inauguré le musée Tebaldi dans le château de Langhirano à vingt kilomètres au sud de Parme. Il contient les souvenirs artistiques de la diva[2].
- Contrairement à ce qu’avancent certains[Qui ?], Hergé ne s’est inspiré ni de la Tebaldi ni de La Callas pour son personnage de la Castafiore qui est apparu dans la bande dessinée Tintin en 1939, bien avant que ces deux cantatrices ne deviennent célèbres.

## Répertoire
Bien qu'elle ait abordé à maintes reprises en début de carrière le répertoire allemand avec Lohengrin (Elsa) et Tannhäuser (Elisabeth) de Wagner - chantés en italien selon la coutume de l'époque - mais aussi Le nozze di Figaro de Mozart (la Comtesse), c'est dans les prime donne de l'opéra italien que Renata Tebaldi a particulièrement excellé : Desdemona dans Otello, Violetta dans La traviata, Tosca, Mimi dans La Bohème, Madame Butterfly, Aida, Leonora dans La forza del destino ou encore Madeleine de Coigny dans Andrea Chénier.
Elle interprète également des ouvrages moins connus comme Olympie et Fernando Cortez de Gaspare Spontini ou Le Siège de Corinthe et Guillaume Tell de Gioachino Rossini dans leurs versions italiennes, et fait même une incursion dans le répertoire baroque avec Giulio Cesare in Egitto de Georg Friedrich Haendel.
Elle refuse de chanter en dehors du répertoire italien. Soucieuse de préserver son « instrument », elle n'abordera pas sur scène certains rôles, parmi lesquels Elisabeth de Valois dans Don Carlo, Amelia dans Un ballo in maschera et Leonora dans Il trovatore, mais elle les enregistrera.

### Quelques grands rôles
- La Traviata (Giuseppe Verdi) : Violetta Valéry
- Otello (Verdi) : Desdemona
- Madame Butterfly (Giacomo Puccini) : rôle-titre
- Tosca (Puccini) : rôle-titre
- La fanciulla del West (Puccini) : Minnie
- La Bohème (Puccini) : Mimi
- Andrea Chénier (Umberto Giordano) : Maddalena di Coigny
- Adriana Lecouvreur (Francesco Cilea) : rôle-titre
- Turandot (Puccini) : Liù

## Discographie
Renata Tebaldi a enregistré la plupart des grands rôles de son répertoire bel cantiste et vériste, parfois à plusieurs reprises. De nombreux live constituent des témoignages précieux de la cantatrice à son zénith : Giovanna d'Arco à Naples et Milan en 1951, Aida à Naples avec Ebe Stignani en 1953, La forza del destino à Florence en 1953 sous la direction de Dimitri Mitropoulos et à Naples en 1958 avec Franco Corelli, ou encore Tosca au Metropolitan Opera de New York en 1956, toujours avec Dimitri Mitropoulos.